# Янув (Піньчовський повіт)
Янув (пол. Janów) — село в Польщі, у гміні Кіє Піньчовського повіту Свентокшиського воєводства.
Населення — 108 осіб (2011).
У 1975-1998 роках село належало до Келецького воєводства.

## Демографія
Демографічна структура на день 31 березня 2011 року:
|          | Загалом | Допрацездатний вік | Працездатний вік | Постпрацездатний вік |
| -------- | ------- | ------------------ | ---------------- | -------------------- |
| Чоловіки | 54      | 7                  | 42               | 5                    |
| Жінки    | 54      | 7                  | 28               | 19                   |
| Разом    | 108     | 14                 | 70               | 24                   |